# Хималайски орлови нокти
Хималайските орлови нокти (Leycesteria formosa) е листопадно растение от род Лейцестерия. През есента листата придобиват червеникав оттенък. Възрастното растение е със среден размер, достига до 1,5 m височина. Хималайските орлови нокти са храст, приличащ на малко дърво с изправени клони.

## Отглеждане
Лейцестерията – хималайските орлови нокти са градински растения и се отглеждат на открито целогодишно.
Понасят добре ниски температури и студени въздушни течния. За да се развива добре, се поставя на място, където ще бъде изложена на слънце поне няколко часа дневно.
Преди да настъпят зимните месеци, желателно е корените да се покрият със слой пръст и сухи листа или мулч, за да се предпази растението от студовете.
Препоръчва се не много често поливане – само от време на време, но трябва да се помни, че е добре почвата да изсъхва добре в дълбочина – на две-три седмици е достатъчно една-две кофи вода.
Видовете хималайски орлови нокти, които са отглеждани в саксия, се нуждаят от повече поливане в сравнение с градинските сортове.
Същевременно те са по-чувствителни в температурно отношение – както и при много ниски, така и при много високи температури има опасност растението да развие коренови заболявания.
Пролетните дъждове и по-високите дневни температури, както и прекалено честите дъждове могат да доведат до гъбични заболявания.
Препоръчва се превантивно третиране със системен фунгицид през пролетта – сезона на новия прираст.
В края на зимата също превантивно е добре да се третира с инсектицид – против акари.
Трябва също да се помни, че това трябва да се направи преди цъфтеж.

## Размножаване
Лейцестерията се размножава най-лесно чрез резници – ранна пролет или късно през есента. Друг често прилаган метод е чрез привеждане.

## Почви и торене
Този храст харесва неутрални, богати и добре дренирани почви. Лейцестерията трябва да се подхранва с тор често, практикува се редовно почвено торене от края на зимния период.
Подходящо също е подхранване с тор за цъфтящи на всеки 20 – 25 дни, когато се полива.
Ако растението (храста) е голямо, или разположено на голяма площ, може да се ползва гранулирани торове с формула за постепенно отделяне всеки 3 – 4 месеца.
Пролетното торене се тори с богати на азот (N) и фосфор (P) торове, за да се стимулира новия растеж и цъфтежа.